# Liste der Kultur- und Tourismusminister der Türkei
Diese Liste der Kultur- und Tourismusminister der Republik Türkei ist ein Verzeichnis aller Kultur- und Tourismusminister des Landes seit der Etablierung des Ministeriums im Jahr 1957. Gegründet wurde es als Ministerium für Presse, Rundfunk und Tourismus. In der Folge waren die Geschäftsbereiche Kultur und Tourismus immer wieder mal getrennt und unter einem Dach vereint. Seit 2003 ist das Ministerium wieder für beide Geschäftsbereiche zuständig.
| #                                                                               | Foto                                                                            | Minister                                                                        | Amtszeit                                                                        | Partei                                                                          |
| Minister für Presse, Rundfunk und Tourismus (25. November 1957 – 19. Juli 1963) | Minister für Presse, Rundfunk und Tourismus (25. November 1957 – 19. Juli 1963) | Minister für Presse, Rundfunk und Tourismus (25. November 1957 – 19. Juli 1963) | Minister für Presse, Rundfunk und Tourismus (25. November 1957 – 19. Juli 1963) | Minister für Presse, Rundfunk und Tourismus (25. November 1957 – 19. Juli 1963) |
| ------------------------------------------------------------------------------- | ------------------------------------------------------------------------------- | ------------------------------------------------------------------------------- | ------------------------------------------------------------------------------- | ------------------------------------------------------------------------------- |
| 1                                                                               |                                                                                 | İbrahim Sıtkı Yırcalı                                                           | 25. November 1957 – 10. Juli 1958                                               | Demokrat Parti                                                                  |
| 2                                                                               |                                                                                 | Ali Server Somuncuoğlu                                                          | 10. Juli 1958 – 17. Februar 1959                                                | Demokrat Parti                                                                  |
| 3                                                                               |                                                                                 | Zühtü Tarhan                                                                    | 30. Mai 1960 – 27. August 1960                                                  | parteilos                                                                       |
| 4                                                                               |                                                                                 | Selim Rauf Sarper                                                               | 27. August 1960 – 5. Januar 1961                                                | parteilos                                                                       |
| 5                                                                               |                                                                                 | Mustafa Cihad Baban                                                             | 5. Januar 1961 – 29. August 1961                                                | parteilos                                                                       |
| 6                                                                               |                                                                                 | Kemal Sahir Kurutluoğlu                                                         | 2. September 1961 – 20. November 1961                                           | parteilos                                                                       |
| 7                                                                               |                                                                                 | Kamran Evliyaoğlu                                                               | 20. November 1961 – 25. Juni 1962                                               | Adalet Partisi                                                                  |
| 8                                                                               |                                                                                 | Celal Tevfik Karasapan                                                          | 25. Juni 1962 – 17. Juni 1963                                                   | Cumhuriyetçi Köylü Millet Partisi                                               |
| 9                                                                               |                                                                                 | Nurettin Ardıçoğlu                                                              | 17. Juni 1963 – 19. Juli 1963                                                   | Cumhuriyetçi Köylü Millet Partisi                                               |
| Ministers für Tourismus und Presse (19. Juli 1963 – 10. Dezember 1981)          |                                                                                 |                                                                                 |                                                                                 |                                                                                 |
| 1                                                                               |                                                                                 | Nurettin Ardıçoğlu                                                              | 19. Juli 1963 – 25. Dezember 1963                                               | Cumhuriyetçi Köylü Millet Partisi                                               |
| 2                                                                               |                                                                                 | Ali İhsan Göğüş                                                                 | 25. Dezember 1963 – 20. Februar 1965                                            | Cumhuriyet Halk Partisi                                                         |
| 3                                                                               |                                                                                 | Ömer Zekai Dorman                                                               | 20. Februar 1965 – 28. August 1965                                              | Cumhuriyetçi Köylü Millet Partisi                                               |
| 4                                                                               |                                                                                 | İsmail Hakkı Akdoğan                                                            | 28. August 1965 – 27. Oktober 1965                                              | Cumhuriyetçi Köylü Millet Partisi                                               |
| 5                                                                               |                                                                                 | Nihat Kürşat                                                                    | 27. Oktober 1965 – 3. November 1969                                             | Adalet Partisi                                                                  |
| 6                                                                               |                                                                                 | Necmettin Cevheri                                                               | 3. November 1969 – 26. März 1971                                                | Adalet Partisi                                                                  |
| 7                                                                               |                                                                                 | Erol Yılmaz Akçal                                                               | 26. März 1971 – 15. April 1973                                                  | Adalet Partisi                                                                  |
| 8                                                                               |                                                                                 | Ahmet İhsan Kırımlı                                                             | 15. April 1973 – 26. Januar 1974                                                | Adalet Partisi                                                                  |
| 9                                                                               |                                                                                 | Orhan Birgit                                                                    | 26. Januar 1974 – 17. November 1974                                             | Cumhuriyet Halk Partisi                                                         |
| 10                                                                              |                                                                                 | İlhan Evliyaoğlu                                                                | 17. November 1974 – 31. März 1975                                               | parteilos                                                                       |
| 11                                                                              |                                                                                 | Lütfi Tokoğlu                                                                   | 31. März 1975 – 11. April 1977                                                  | Adalet Partisi                                                                  |
| 12                                                                              |                                                                                 | Nahit Menteşe                                                                   | 11. April 1977 – 21. Juni 1977                                                  | Adalet Partisi                                                                  |
| 13                                                                              |                                                                                 | Altan Öymen                                                                     | 21. Juni 1977 – 21. Juli 1977                                                   | Cumhuriyet Halk Partisi                                                         |
| 14                                                                              |                                                                                 | İskender Cenap Ege                                                              | 21. Juli 1977 – 5. Januar 1978                                                  | Adalet Partisi                                                                  |
| 15                                                                              |                                                                                 | Alev Coşkun                                                                     | 5. Januar 1978 – 12. November 1979                                              | Cumhuriyet Halk Partisi                                                         |
| 16                                                                              |                                                                                 | Barlas Küntay                                                                   | 12. November 1979 – 12. September 1980                                          | Adalet Partisi                                                                  |
| 17                                                                              |                                                                                 | İlhan Evliyaoğlu                                                                | 20. September 1980 – 10. Dezember 1981                                          | parteilos                                                                       |
| Minister für Kultur (13. Juli 1971 – 10. Dezember 1981)                         |                                                                                 |                                                                                 |                                                                                 |                                                                                 |
| 1                                                                               |                                                                                 | Talât Sait Halman                                                               | 13. Juli 1971 – 13. Dezember 1971                                               | parteilos                                                                       |
| 2                                                                               |                                                                                 | Hayriye Ayşe Nermin Neftçi                                                      | 17. November 1974 – 31. März 1975                                               | parteilos                                                                       |
| 3                                                                               |                                                                                 | Rıfkı Danışman                                                                  | 31. März 1975 – 21. Juni 1977                                                   | Adalet Partisi                                                                  |
| 4                                                                               |                                                                                 | Avni Akyol                                                                      | 21. Juni 1977 – 5. Januar 1978                                                  | Adalet Partisi                                                                  |
| 5                                                                               |                                                                                 | Ahmet Taner Kışlalı                                                             | 5. Januar 1978 – 12. November 1979                                              | Cumhuriyet Halk Partisi                                                         |
| 6                                                                               |                                                                                 | Tevfik Koraltan                                                                 | 12. November 1979 – 12. September 1980                                          | Adalet Partisi                                                                  |
| 7                                                                               |                                                                                 | Mustafa Cihat Baban                                                             | 20. September 1980 – 10. Dezember 1981                                          | \|parteilos                                                                     |
| Minister für Kultur und Tourismus (10. Dezember 1981 – 17. März 1989)           |                                                                                 |                                                                                 |                                                                                 |                                                                                 |
| 1                                                                               |                                                                                 | İlhan Evliyaoğlu                                                                | 10. Dezember 1981 – 13. Dezember 1983                                           | Anavatan Partisi                                                                |
| 2                                                                               |                                                                                 | Mükerrem Taşçıoğlu                                                              | 13. Dezember 1983 – 17. Oktober 1986                                            | Anavatan Partisi                                                                |
| 3                                                                               |                                                                                 | Ahmet Mesut Yılmaz                                                              | 17. Oktober 1986 – 21. Dezember 1987                                            | Anavatan Partisi                                                                |
| 4                                                                               |                                                                                 | Mustafa Tınaz Titiz                                                             | 21. Dezember 1987 – 17. März 1989                                               | Anavatan Partisi                                                                |
| Minister für Tourismus (17. März 1989 – 22. September 2003)                     |                                                                                 |                                                                                 |                                                                                 |                                                                                 |
| 1                                                                               |                                                                                 | Mustafa Tınaz Titiz                                                             | 17. März 1989 – 30. März 1989                                                   | Anavatan Partisi                                                                |
| 2                                                                               |                                                                                 | İlhan Aküzüm                                                                    | 30. März 1989 – 23. Juni 1991                                                   | Anavatan Partisi                                                                |
| 3                                                                               |                                                                                 | Bülent Akarcalı                                                                 | 23. Juni 1991 – 20. November 1991                                               | Anavatan Partisi                                                                |
| 4                                                                               |                                                                                 | Abdülkadir Ateş                                                                 | 20. November 1991 – 27. Juli 1994                                               | Sosyaldemokrat Halkçı Parti                                                     |
| 5                                                                               |                                                                                 | Halil Çulhaoğlu                                                                 | 27. Juli 1994 – 5. Oktober 1994                                                 | Sosyaldemokrat Halkçı Parti                                                     |
| 6                                                                               |                                                                                 | Şahin Ulusoy                                                                    | 5. Oktober 1994 – 27. März 1995                                                 | Cumhuriyet Halk Partisi                                                         |
| 7                                                                               |                                                                                 | İrfan Gürpınar                                                                  | 27. März 1995 – 5. Oktober 1995                                                 | Cumhuriyet Halk Partisi                                                         |
| 8                                                                               |                                                                                 | Bilal Güngör                                                                    | 5. Oktober 1995 – 30. Oktober 1995                                              | Doğru Yol Partisi                                                               |
| 9                                                                               |                                                                                 | İrfan Gürpınar                                                                  | 30. Oktober 1995 – 6. März 1996                                                 | Cumhuriyet Halk Partisi                                                         |
| 10                                                                              |                                                                                 | Işılay Saygın                                                                   | 6. März 1996 – 28. Juni 1996                                                    | Doğru Yol Partisi                                                               |
| 11                                                                              |                                                                                 | Bahattin Yücel                                                                  | 28. Juni 1996 – 13. Juni 1997                                                   | Doğru Yol Partisi                                                               |
| 12                                                                              |                                                                                 | İbrahim Gürdal                                                                  | 30. Juni 1997 – 11. Januar 1999                                                 | Anavatan Partisi                                                                |
| 13                                                                              |                                                                                 | Ahmet Tan                                                                       | 11. Januar 1999 – 28. Mai 1999                                                  | Demokratik Sol Parti                                                            |
| 14                                                                              |                                                                                 | Erkan Mumcu                                                                     | 28. Mai 1999 – 8. August 2001                                                   | Anavatan Partisi                                                                |
| 15                                                                              |                                                                                 | Mustafa Rüştü Taşar                                                             | 8. August 2001 – 18. November 2002                                              | Anavatan Partisi                                                                |
| 16                                                                              |                                                                                 | Güldal Akşit                                                                    | 18. November 2002 – 29. September 2003                                          | Adalet ve Kalkınma Partisi                                                      |
| Minister für Kultur (17. März 1989 – 29. April 2003)                            |                                                                                 |                                                                                 |                                                                                 |                                                                                 |
| 1                                                                               |                                                                                 | Namık Kemal Zeybek                                                              | 17. März 1989 – 23. Juni 1991                                                   | Anavatan Partisi                                                                |
| 2                                                                               |                                                                                 | Gökhan Maraş                                                                    | 23. Juni 1991 – 20. November 1991                                               | Anavatan Partisi                                                                |
| 3                                                                               |                                                                                 | Durmuş Fikri Sağlar                                                             | 20. November 1991 – 27. Juli 1994                                               | Sosyaldemokrat Halkçı Parti                                                     |
| 4                                                                               |                                                                                 | Timurçin Savaş                                                                  | 27. Juli 1994 – 27. März 1995                                                   | Sosyaldemokrat Halkçı Parti                                                     |
| 5                                                                               |                                                                                 | Ercan Karakaş                                                                   | 27. März 1995 – 24. Juni 1995                                                   | Cumhuriyet Halk Partisi                                                         |
| 6                                                                               |                                                                                 | İsmail Cem                                                                      | 24. Juni 1995 – 5. Oktober 1995                                                 | Cumhuriyet Halk Partisi                                                         |
| 7                                                                               |                                                                                 | Köksal Toptan                                                                   | 5. Oktober 1995 – 30. Oktober 1995                                              | Doğru Yol Partisi                                                               |
| 8                                                                               |                                                                                 | Durmuş Fikri Sağlar                                                             | 30. Oktober 1995 – 6. März 1996                                                 | Cumhuriyet Halk Partisi                                                         |
| 9                                                                               |                                                                                 | Agah Oktay Güner                                                                | 6. März 1996 – 28. Juni 1996                                                    | Anavatan Partisi                                                                |
| 10                                                                              |                                                                                 | İsmail Kahraman                                                                 | 28. Juni 1996 – 30. Juni 1997                                                   | Refah Partisi                                                                   |
| 11                                                                              |                                                                                 | Mustafa İstemihan Talay                                                         | 30. Juni 1997 – 9. Juli 2002                                                    | Demokratik Sol Parti                                                            |
| 12                                                                              |                                                                                 | Suat Çağlayan                                                                   | 9. Juli 2002 – 18. November 2002                                                | Demokratik Sol Parti                                                            |
| 13                                                                              |                                                                                 | Hüseyin Çelik                                                                   | 18. November 2002 – 14. März 2003                                               | Adalet ve Kalkınma Partisi                                                      |
| 14                                                                              |                                                                                 | Erkan Mumcu                                                                     | 14. März 2003 – 29. April 2003                                                  | Adalet ve Kalkınma Partisi                                                      |
| Ministers für Kultur und Tourismus (29. April 2003 – heute)                     |                                                                                 |                                                                                 |                                                                                 |                                                                                 |
| 1                                                                               |                                                                                 | Erkan Mumcu                                                                     | 29. April 2003 – 15. Februar 2005                                               | Adalet ve Kalkınma Partisi                                                      |
| 2                                                                               |                                                                                 | Atilla Koç                                                                      | 21. Februar 2005 – 29. August 2007                                              | Adalet ve Kalkınma Partisi                                                      |
| 3                                                                               |                                                                                 | Ertuğrul Günay                                                                  | 29. August 2007 – 24. Januar 2013                                               | Adalet ve Kalkınma Partisi                                                      |
| 4                                                                               |                                                                                 | Ömer Çelik                                                                      | 24. Januar 2013 – 28. August 2015                                               | Adalet ve Kalkınma Partisi                                                      |
| 5                                                                               |                                                                                 | Yalçın Topçu                                                                    | 28. August 2015 – 17. November 2015                                             | parteilos                                                                       |
| 6                                                                               |                                                                                 | Mahir Ünal                                                                      | 24. November 2015 – 24. Mai 2016                                                | Adalet ve Kalkınma Partisi                                                      |
| 7                                                                               |                                                                                 | Nabi Avcı                                                                       | 24. Mai 2016 – 19. Juli 2017                                                    | Adalet ve Kalkınma Partisi                                                      |
| 8                                                                               |                                                                                 | Numan Kurtulmuş                                                                 | 19. Juli 2017 – 9. Juli 2018                                                    | Adalet ve Kalkınma Partisi                                                      |
| 9                                                                               |                                                                                 | Mehmet Ersoy                                                                    | seit 9. Juli 2018                                                               | parteilos                                                                       |